# Hontianske Tesáre
Hontianske Tesáre es un municipio situado en el distrito de Krupina, en la región de Banská Bystrica, Eslovaquia. Tiene una población estimada, en mayo de 2024, de 875 habitantes.

## Demografía
| Año        | 1994 | 2004    | 2014    | 2024    |
| ---------- | ---- | ------- | ------- | ------- |
| Población  | 818  | 899     | 940     | 868     |
| Diferencia |      | +9,90 % | +4,56 % | −7,65 % |

| Año        | 2023 | 2024    |
| ---------- | ---- | ------- |
| Población  | 871  | 868     |
| Diferencia |      | −0,34 % |